# Говард, Генри, 11-й граф Саффолк
Генри Боуз Говард, 11-й граф Саффолк, 4-й граф Беркшир (англ. Henry Bowes Howard, 11th Earl of Suffolk, 4th Earl of Berkshire; 1686 — 21 марта 1757) — английский пэр.

## Биография
Родился 4 ноября 1687 года. Единственный сын Крейвена Говарда (? — 1700) и Мэри Боуз. Внук Достопочтенного Уильяма Говарда (1622 — ?), одного из сыновей Томаса Говарда, 1-го графа Беркшира (1587—1669).
12 апреля 1706 года после смерти своего двоюродного деда, Томаса Говарда, 3-го графа Беркшира (1619—1706), не оставившего сыновей, Генри Боуз Говард унаследовал титулы 4-го графа Беркшира, 4-го виконта Андовера и 4-го барона Говарда из Чарльтона, став членом Палаты лордов Англии.
В 1718 году после смерти Генри Говарда, 6-го графа Саффолка, Генри Говард был назначен заместителем графа-маршала Англии и занимал эту должность до 1725 года.
22 апреля 1745 года после смерти своего дальнего родственника, Генри Говарда, 10-го графа Саффолка (1706—1745), Генри Говард унаследовал титулы 11-го графа Саффолка (Пэрство Англии). В 1755 году он был назначен регистратором Личфилда.
Его третий сын и наследник Уильям Говард, виконт Андовер, погиб в аварии с экипажем годом ранее, и после его смерти в 1757 году его сменил внук Генри.

## Семья
5 марта 1708/1709 года Генри Говард женился на своей двоюродной сестре Кэтрин Грэм (? — 14 февраля 1762), дочери полковника Джеймса Грэма и Дороти Говард (Дороти и Крейвен были родными братом и сестрой, оба были детьми Уильяма Говарда, сына Томаса Говарда, 1-го графа Беркшира). У супругов было девять детей:
- Леди Диана Говард (13 января 1709 или 1710 — январь 1712/1713)
- Генри Говард, виконт Андовер (31 декабря 1710—1717)
- Достопочтенный Джеймс Говард (умер молодым)
- Уильям Говард, виконт Андовер (23 декабря 1714 — 18 июля 1756)[2], отец Генри Говарда, 13-го графа Саффолка.
- Леди Кэтрин Говард (род. 1716, умерла молодой)
- Достопочтенный Чарльз Говард (1719 — 28 сентября 1773)
- Томас Говард, 14-й граф Саффолк (11 июля 1721 — 11 февраля 1783)[2]
- Достопочтенный Грэм Говард (1723—1737)
- Леди Фрэнсис Говард (род. 17 июня 1725 и умерла молодой).